# Otocepheus hauseri
Otocepheus hauseri är en kvalsterart som beskrevs av Sandór Mahunka 1989. Otocepheus hauseri ingår i släktet Otocepheus och familjen Otocepheidae. Inga underarter finns listade i Catalogue of Life.